# Michel Boyancé
 (avril 2025).
Motif : aucune publication chez un éditeur reconnu (Vrin, PUF, Hermann, Gallimard, etc.), surtout des essais qui n'ont manifestement eu aucun écho en dehors d'un tout petit cercle de catholiques traditionalistes. Aucune source secondaire
- Archive Wikiwix
- Bing
- Cairn
- DuckDuckGo
- E. Universalis
- Gallica
- Google
- G. Books
- G. News
- G. Scholar
- Persée
- Qwant
- (zh) Baidu
- (ru) Yandex
- (wd) trouver des œuvres sur Wikidata

| 1. | Préciser le motif de la pose du bandeau. | Précisez le motif de la pose du bandeau en utilisant la syntaxe suivante : {{admissibilité à vérifier\|date=juin 2025\|motif=remplacez ce texte par le motif}}                      |
| 2. | Informer les utilisateurs concernés.     | Pensez à avertir le créateur de l'article, par exemple, en insérant le code ci-dessous sur sa page de discussion : {{subst:avertissement admissibilité à vérifier\|Michel Boyancé}} |

Pour les articles homonymes, voir Boyancé.
Michel Boyancé, né le 5 février 1955, est un philosophe et enseignant français. Il est le neveu de l'universitaire Pierre Boyancé.

## Biographie
Il est titulaire d'un doctorat de 3e cycle de l'université Paris Sorbonne-Paris IV et diplômé de l'Université pontificale Saint-Thomas-d'Aquin (Angelicum) de Rome.
De 1977 à 1985, il a enseigné la philosophie en classe de terminale puis a été directeur et chef d'établissement en lycée professionnel agricole à Tournon et du collège jésuite Saint-Joseph à Reims. Il fut directeur diocésain de l'enseignement catholique du département de Loire-Atlantique de 1991 à 1999.
Il préside l'Association pour la promotion de l’enseignement supérieur libre depuis 2003 et l'Association européenne des facultés libres depuis 2008. Il a présidé  l'Union des nouvelles facultés libres de 2007 à 2020 et en est actuellement le délégué.
Il est entré comme professeur-assistant à l'IPC - Facultés libres de philosophie et de psychologie et en a été le directeur des études de la première année de 1985 à 1988. De 1999 à 2020 il a été doyen-directeur de l'IPC, il reste enseignant-chercheur dans le cadre de l'équipe de recherche interne de l'IPC.
Il enseigne l'éthique et la philosophie politique. Il est professeur associé en Master à l'Institut catholique de Toulouse.
Il est intervenu sur la question du genre pour rappeler, au-delà des polémiques, que c'est bien un concept scientifique, lié à l'évolution des SHS, et qu'il peut par ailleurs donner lieu à de nombreuses théorisations philosophiques qu'il s'agit de discuter,,.
Il travaille sur la question du bien commun.
Il est par ailleurs formateur sur l'anthropologie et l'éthique dans diverses structures et établissements du social ou de la santé.
Il a été membre du Comité consultatif pour l'enseignement supérieur privé de 2007 à 2020. Il a été membre du CA de la fondation Office chrétien des personnes handicapées de 1999 à 2020, et en a été président de 2001 à 2014.
Il est membre de l'Académie d'études sociales et de l'Académie catholique de France .

## Décorations
Il est chevalier dans l'ordre national du Mérite depuis 2001, officier des Palmes académiques depuis 2009, chevalier dans l'ordre de la Légion d'honneur depuis 2011 et chevalier dans l'ordre de Saint-Grégoire-le-Grand depuis 2016.

## Ouvrages
- Jean-Paul II, héritage et fécondité, (dir) 2006, réédition 2014, PUIPC  (ISBN 978-2-84573-598-9) avec Thibaud Collin, P. Patrick de Laubier, Bruno Couillaud, Yves Semen, Bénédicte Mathonat[10]
- Autour de Thomas More, (dir) Éditions PUIPC-L'Harmattan, 2006, 88 p.  (ISBN 978-2-296009455)
- Masculin, féminin, quel avenir ?, 2007, Edifa, 157 p.  (ISBN 9782-728912452)
- Gender, qui es-tu ?, collectif, avec Olivier Bonnewijn, Tony Anatrella, Paul Clavier, etc., éditions de l'Emmanuel, 2012  (ISBN 978-2-35389177-1)
- Hommes, femmes, entre identités et différences, 2013, PUIPC, 114 p.  (ISBN 978-2-889181636)[11]
- L'éducation à l'âge du « gender », 2013, Salvator, 144 p.  (ISBN 9782706709814) collectif, avec Rémi Brague, Jean-Noël Dumont, etc.
- M. Boyancé et B. Guéry (dir.), Le bien commun à la croisée des disciplines, Philosophie, droit, économie, sciences de gestions, Actes des journées d’étude sur le bien commun 2017, PUIPC, 2018.
- M. Boyancé, B. Guéry (dir), Le conservatisme, Nature, enjeux, limites, , Coll. Contingences, PUIPC, 2022.